# Bart McQueen
Bartholomew "Bart" McQueen, es un personaje ficticio de la serie de televisión británica Hollyoaks, interpretado por el actor Jonny Clarke del 4 de agosto de 2010, hasta que el 9 de enero de 2013. El 13 de febrero del 2017 Jonny regresó a la serie y su última aparición fue el 13 de abril del 2017.

## Antecedentes
Su madre lo abandonó cuando Bart aún era joven y su padre Victor lo cuidó, eventualmente Victor se casó con una mujer llamada Joan. Bart rara vez veía a su padre ya que este trabajaba en una plataforma petrolera en Escocia.

## Biografía
Bart aparece por primera vez en Hollyoaks en el 2010 para asistir al funeral de su madrastra Joan, ahí conoce a Myra McQueen y a sus primas segundas Michaela McQueen y Theresa McQueen.
Más tarde Bart se convierte en el padrino de la hija de su prima Theresa, Angel McQueen.
El 9 de enero del 2013 Bart huyó de Hollyoaks junto a Joel Dexter.
El 13 de abril del 2017 Bart fue asesinado por Warren Fox después de que este descubriera que Bart había estado involucrado en el asesinato de su hermana, Katy Fox, quien murió de una sobredosis mientras se drogaba con Bart y Joel.